# Theotmár salzburgi érsek
(I.) Theotmár (? – Pozsony, 907. július 4.) vagy modern alakban (I.) Dietmar salzburgi érsek (874 – 907) volt, aki a magyarok ellen a keleti frankok számára döntő vereséggel végződő pozsonyi csatában esett el.
Theotmár a 9-10. század fordulóján Arnulf keleti frank király kancelláriájának a vezetője volt. A morvák őt és a császárt vádolták azzal, hogy Itáliára zúdították a magyarokat. A császár halála (899) után 900 tavaszán  magyarázó levelet írt pápának, ami bizonyos tényeket tekintve egyetlen mai forrásunk. A magyarokkal való egyezkedésre Theotmár szerint csak azért volt szükség, mert „keresztényeinket, akik tőlünk távol élnek, mindig fenyegették és mértéktelen üldözéssel sújtották, nem valami értékes anyagból álló fizetőeszközt adtunk nekik, hanem csak a mi len ruháinkat, azért hogy valamelyest mérsékeljük vadságukat és elérjük, hogy üldözésünktől nyugtunk legyen”. Karintiai Arnulf császár ugyanis „a magyarokat, ezt a kapzsi, vakmerő,  a  mindenható  Istent  nem  ismerő,  minden  gonoszságban  járatos, csak  gyilkolásra  és  rablásra  vágyó  népet  hívta  segítségül”. Megírja azt is, hogy a morvák ellenben felbujtották a magyarokat (894-ben), hogy azok Pannóniát, a frank tartományt végigdúlják, sőt eközben a morvák „álkeresztényei” maguk is pogány módra nyírták a hajukat. 
Theotmár vezette a magyarok ellen két hadtestben Pozsony felé a Duna mentén felvonuló frank sereg egyik hadoszlopát. Halálának idejét a merseburgi és weissenburgi évkönyvek június 28-ban adják meg két másik püspökkel (Utto freisingi püspök és Zakariás brixeni püspök) együtt. Elképzelhető, hogy az ő hadtestje előbb ért a helyszínre és a magyarok előbb szétverték, mint a másik, Luitpold bajor herceg által vezetett. 